# Psychotria quindiensis
Psychotria quindiensis är en måreväxtart som beskrevs av Paul Carpenter Standley. Psychotria quindiensis ingår i släktet Psychotria och familjen måreväxter. Inga underarter finns listade i Catalogue of Life.